# Amy Brenneman
Pour l’article homonyme, voir Brenneman.
Amy Brenneman, née le 22 juin 1964 à New London, (Connecticut, États-Unis), est une actrice américaine.
Nommée pour les Emmys et les Golden Globe, à plusieurs reprises, grâce à ses différentes interprétations à la télévision, elle se fait remarquer dans New York Police Blues (1993-1994).
Elle est ensuite acclamée par la critique pour sa création Amy (1999-2004) avant de faire un retour remarqué dans Private Practice (2007-2013). Elle confirme en tête d’affiche de la série dramatique et fantastique The Leftovers (2014-2017).

## Biographie

### Jeunesse, formation et débuts
Amy Frederica Brenneman est née à New London, dans le Connecticut. Elle est la fille de Joanne Frederica née Shoenfield, juge à la Cour supérieure de l’État du Connecticut, et de Russell Langdon Brenneman, un avocat spécialisé dans l'environnement. Sa tante est la journaliste Beryl D. Hines. Amy Brenneman a été élevée à Glastonbury, dans le Connecticut.
Adolescente, elle participe à des groupes de théâtre, à la fois à l'école et aussi avec une troupe de théâtre locale. En 1987, elle est diplômée de l'université Harvard. Pendant son séjour à Harvard, elle a cofondé le Cornerstone Theatre Company, une troupe avec laquelle elle a voyagé pendant plusieurs années après l'obtention de son diplôme.

### Débuts remarqués
En 1992, l'actrice fait ses débuts à la télévision, elle apparaît dans un épisode de la série culte Arabesque et joue dans trois épisodes de la mini série dramatique Middle Ages.
De 1993 à 1994, elle joue le rôle de Janice Licalsi dans les deux premières saisons de la série judiciaire New York Police Blues. Acclamée par la critique, cette série récompensée aux Golden Globes et aux Emmy Awards révèle alors l'actrice qui se fait remarquer par la profession. Elle est citée pour deux Emmy Awards dont le Primetime Emmy Awards de la meilleure actrice dans un second rôle dans une série télévisée dramatique.
En 1995, elle obtient son premier rôle au cinéma dans Bye Bye, Love de Sam Weisman. Ce premier second rôle lui ouvrit les portes, la même année, de films plus ambitieux tel Casper et surtout Heat réalisé par Michael Mann en 1995. Encensé par la critique à sa sortie, le film fut rapidement un gros succès au box-office mondial. Pour Amy Brenneman, c'est la première fois qu'elle obtient un vrai temps de jeu dans un long métrage à la distribution somptueuse allant d'Al Pacino à Val Kilmer en passant par Robert De Niro avec qui d'ailleurs elle partagea un grand nombre de scènes dont une avec comme cadre les hauteurs de Los Angeles, Sunset Plaza.
Saluée par la critique pour son rôle de femme innocente, elle décida un an plus tard en 1996 de tourner pour Rob Cohen dans Daylight au côté de Sylvester Stallone. Ce film marqua d'ailleurs la fin d'une étape pour Amy Brenneman qui par la suite ne joue plus pour des films à gros budget et s'investit dans des projets plus intimistes à l'image de Lesser Prophets de Williams DeVizia en 1997 ou encore Entre amis et voisins de Neil LaBute en 1998.
En 1998, on assiste au retour sur le petit écran d'Amy Brenneman dans Frasier saison 6. Son apparition fut brève puisqu'elle ne participa qu'à 4 épisodes. La même année, elle partage l'affiche au côté de Mark Wahlberg et Reese Witherspoon dans Fear de James Foley. L'année suivante, elle choisit d'interpréter un rôle secondaire dans The Suburbans de Donal Lardner Ward sorti en 1999.

### Amyet révélation
Tout à la fin des années 1990, elle créa la série télévisée Amy dont elle interprète le rôle principal et où elle officie également en tant que productrice exécutive. Cette série dramatique raconte l'histoire d'Amy Gray, de retour dans sa ville natale, Hartford dans le Connecticut, avec sa fille et son nouvel emploi de juge aux affaires familiales juste après son divorce. Sa mère (avec qui elle a vécu) y était une assistante sociale aux affaires familiales dans l'État du Connecticut.
La série est un succès critique et public. L'actrice remporte le TV Guide Awards de la meilleure actrice dans une série télévisée dramatique. Elle est également nommée pour trois Primetime Emmy Award de la meilleure actrice dans une série télévisée dramatique et reçoit trois citations pour le Golden Globe de la meilleure actrice dans une série télévisée dramatique.
Ce n'est qu'en 2005 que la série fut stoppée après 6 saisons et 138 épisodes. Étant pleinement impliquée dans ce projet, elle n'apporta que très rarement sa contribution au cinéma à Hollywood.
Au cours des années 2000, elle décida de ne jouer que dans trois films : tout d'abord Ce que je sais d'elle... d'un simple regard de Rodrigo Garcia en 2000, puis Off the Map de Campbell Scott en 2002 et enfin Nine Lives de Rodrigo Garcia sorti la même année que l'arrêt définitif de la série Amy sur le petit écran. Ce dernier long métrage lui permet d'être élue Meilleure actrice lors du Festival international du film de Locarno 2005.

### Retour télévisuel remarqué

Logo de la série télévisée Private Practice.

En 2006, elle apparaît, dans le rôle du Dr Violet Turner, dans deux épisodes de la troisième saison de Grey's Anatomy qui servent d'introduction à la série dérivée, Private Practice. Il s'agit d'une série de la chaîne ABC, mise en scène par la réalisatrice Shonda Rhimes. Le programme est basé sur le personnage d'Addison retournant à son cabinet californien. Les épisodes 22 et 23 de la saison 3 de Grey's Anatomy servent donc de pilote à cette nouvelle série. La réception à ce nouvel univers est bonne et la série fait officiellement ses débuts sur ABC à la rentrée 2007.
Cette même année on la retrouve, 12 ans après Heat, au côté d'Al Pacino dans le film 88 Minutes, qui se solda par un échec retentissant au box-office. Mais elle réussit à convaincre avec le drame indépendant Lettre ouverte à Jane Austen aux côtés des actrices Maria Bello, Emily Blunt. Kathy Baker et Maggie Grace,.
Parallèlement au tournage de la série, elle retrouve Maria Bello pour le thriller Downloading Nancy, sorti en 2008 et remarqué lors de certains festivals du cinéma indépendants.
En 2009, elle fait partie de la prestigieuse distribution, réunie par Rodrigo García, pour la romance dramatique Mother and Child avec Annette Bening, Samuel L. Jackson, Naomi Watts et Kerry Washington.
Le 12 juin 2012, il est annoncé que la sixième saison de Private Practice serait la dernière de ce spin off.
En 2013, l'actrice poursuit dans le registre dramatique et joue les seconds rôles dans la comédie romantique Lessons in Love, portée par Juliette Binoche et Clive Owen, et travaille, de nouveau, avec Annette Bening pour le drame The Face of Love.

### Confirmation et rôles réguliers
Entre 2014 et 2015, elle intervient en tant que guest, dans trois épisodes de la série Reign : Le Destin d'une reine, dans le rôle de Marie de Guise.
Elle signe ensuite pour incarner l'un des rôles titres de la série dramatique et fantastique The Leftovers. Le show raconte une histoire post-apocalyptique. La série est unanimement saluée par la critique et rencontre son public. Elle se retrouve citée lors de prestigieuses cérémonies de remises de prix. La production est arrêtée en 2017, à l’issue de la troisième saison.
L'année d'après, l'actrice joue les guest star pour un épisode de la série tragi-comique Jane the Virgin mais elle rejoint surtout la distribution principale d'une nouvelle série dramatique et criminelle, Tell Me Your Secrets, aux côtés de Lily Rabe et Hamish Linklater. Après cinq ans d'absence, elle fait aussi son retour sur le grand écran, en étant à l'affiche de deux productions dramatiques : Foster Boy, dans laquelle elle joue un second rôle avec Julie Benz et Matthew Modine, puis, Peel, en vedette aux côtés de l'acteur Emile Hirsch. Elle s'engage aussi dans un rôle régulier pour la série télévisée Goliath portée par Billy Bob Thornton,.

### Vie privée
En 1995, Brenneman a épousé le réalisateur Brad Silberling, dans le jardin de la maison de ses parents. Ils ont deux enfants : Charlotte Tucker et Bodhi Russell. L'actrice est fortement impliquée dans la scolarité de ses enfants.
En juillet 2008, elle intègre le conseil d'administration de la prestigieuse cérémonie des Screen Actors Guild Awards.

## Filmographie

### Cinéma
- 1995 : Bye Bye Love, de Sam Weisman : Susan
- 1995 : Casper, de Brad Silberling : Amelia Harvey
- 1995 : Heat, de Michael Mann : Eady
- 1996 : Daylight, de Rob Cohen : Madelyne Thompson
- 1996 : Fear, de James Foley : Laura Walker
- 1997 : Lesser Prophets, de William DeVizia : Annie
- 1997 : Nevada de Gary Tieche : Chrysty (également co-productrice)
- 1998 : Entre amis et voisins, de Neil LaBute : Mary
- 1998 : La Cité des anges de Brad Silberling : un ange (non créditée)
- 1999 : The Suburbans, de Donal Lardner Ward : Grace
- 2000 : Ce que je sais d'elle... d'un simple regard, de Rodrigo Garcia : Détective Kathy Faber
- 2002 : Off the Map, de Campbell Scott : Adult Bo
- 2004 : Les Désastreuses Aventures des orphelins Baudelaire de Brad Silberling : Mme Baudelaire (non créditée)
- 2005 :  Nine lives, de Rodrigo Garcia : Lorna
- 2007 : 88 minutes, de Jon Avnet : Shelly Barnes
- 2007 : Lettre ouverte à Jane Austen, de Robin Swicord : Sylvia
- 2008 : Downloading Nancy, de Johan Renck : Carol
- 2010 : Mother and Child de Rodrigo Garcia : Dr. Eleanor Stone
- 2013 : The Face of Love de Julie Lynn : Ann
- 2013 : Lessons in Love (Words and Pictures) de Fred Schepisi : Elspeth
- 2019 : Peel de Rafael Monserrate : Lucille
- 2019 : Foster Boy de Youssef Delara : Kim Trainer
- 2021 : Sweet Girl de Brian Mendoza : Diana Morgan

### Télévision

#### Téléfilms
- 1999 : Unité spéciale - Une femme d'action de Dean Parisot : Agent Robin O'Brien
- 1999 : Mary Cassatt: An American Impressionist de Richard Mozer : Mary Cassatt
- 2017 : The Get de James Strong : Ellen

#### Séries télévisées
- 1992 : Middle Ages : Blanche (saison 1, épisodes 1, 3 et 5)
- 1992 : Arabesque : Amy Wainwright (saison 9, épisode 9)
- 1993-1994 : New York Police Blues : Janice Licalsi (rôle principal - saison 1 et 2, 24 épisodes)
- 1997 : Duckman: Private Dick/Family Man : Lauren Simone (voix, saison 4, épisode 10)
- 1998-1999 : Frasier : Faye Moskowitz (saison 6, épisodes 10, 21, 23 et 24)
- 1999-2004 : Amy : Amy Gray (rôle principal, créatrice et productrice exécutive - 138 épisodes)
- 2006 : Grey's Anatomy : Dr Violet Turner (saison 3, épisodes 22 et 23)
- 2011 : Robot Chicken : Dorothy Gale / Queen Toadstool / la mère de Frankenberry (voix, saison 5, épisode 13)
- 2007-2013: Private Practice : Dr Violet Turner (rôle principal - 111 épisodes)
- 2013-2015 : Reign : Le Destin d'une reine (Reign) : Marie de Guise (saison 1, épisode 13 - saison 2, épisode 15 et saison 3, épisode 4)
- 2016 : No Tomorrow : elle-même (saison 1, épisode 4 - non créditée)
- 2017 : Veep : Regina Pell (saison 6, épisode 2)
- 2014-2017 : The Leftovers : Laurie Garvey (rôle principal - 28 épisodes)
- 2018 : Jane the Virgin : Donna (saison 4, épisode 16)
- 2019 : Goliath : Diana Blackwood (saison 3, 7 épisodes)
- 2020 : Tell Me Your Secrets : Mary (rôle principal, 10 épisodes)
- 2022 : The Old Man : Zoe McDonald

### En tant que productrice
- 2016 : Heartbeat (série télévisée, 10 épisodes)
- 2018 : Intelligent Lives (documentaire)
- 2020 : Best Summer Ever (film musical)

## Distinctions
Sauf indication contraire ou complémentaire, les informations mentionnées dans cette section proviennent de la base de données IMDb.

### Récompenses
- TV Guide Awards 2000 : Meilleure actrice dans une nouvelle série télévisée dramatique pour Amy
- TV Guide Awards 2001 : Actrice de l'année dans une série télévisée dramatique pour Amy
- Women in Film Lucy Awards 2002 : Lucie Awards, récompense partagée avec Tyne Daly
- Festival international du film de Locarno 2005 : Meilleure actrice pour Nine Lives
- Location Managers Guild International Awards 2016 : Humanitarian Award

### Nominations
- Primetime Emmy Awards 1994 : meilleure actrice dans un second rôle dans une série télévisée dramatique pour New York Police Blues
- Viewers for Quality Television Awards 1994 : meilleure actrice dans un second rôle dans une série télévisée dramatique pour New York Police Blues
- Primetime Emmy Awards 1995 : meilleure actrice invitée dans une série télévisée dramatique pour New York Police Blues
- Primetime Emmy Awards 2000 : meilleure actrice dans une série télévisée dramatique pour Amy
- Golden Globes 2000 : Meilleure actrice dans une série télévisée dramatique pour Amy
- PGA Awards 2000 : Meilleure productrice dans une série télévisée pour Amy
- Online Film & Television Association 2000 :
  - Meilleure actrice dans une série télévisée dramatique pour Amy
  - Meilleure actrice dans une nouvelle série télévisée dramatique pour Amy
- Viewers for Quality Television Awards 2000 : meilleure actrice dans une série télévisée dramatique pour Amy
- Primetime Emmy Awards 2001 : meilleure actrice dans une série télévisée dramatique pour Amy
- Golden Globes 2001 : Meilleure actrice dans une série télévisée dramatique pour Amy
- Primetime Emmy Awards 2002 : meilleure actrice dans une série télévisée dramatique pour Amy
- Golden Globes 2002 : Meilleure actrice dans une série télévisée dramatique pour Amy
- Satellite Awards 2002 : meilleure actrice dans une série télévisée dramatique pour Amy
- Screen Actors Guild Awards 2003 : meilleure actrice dans une série télévisée dramatique pour Amy
- Gotham Independent Film Awards 2005 : Meilleure distribution pour Nine Lives
- TV Land Awards 2007 : Moment télévisuel mémorable pour l'épisode pilote de New York Police Blues
- Online Film & Television Association 2017 : meilleure actrice dans un second rôle dans une série télévisée dramatique pour The Leftovers

## Voix françaises
En France
| - Véronique Augereau dans : - Lettre ouverte à Jane Austen - Lessons in Love - Amy (série télévisée) - Grey's Anatomy (série télévisée) - Private Practice (série télévisée) - Veep (série télévisée) - The Leftovers (série télévisée) - Goliath (série télévisée) - Tell Me Your Secrets (série télévisée) - Sweet Girl - The Old Man (série télévisée) | - Juliette Degenne dans : - Ce que je sais d'elle... d'un simple regard - Jane the Virgin (série télévisée) Et aussi - Francine Laffineuse dans Casper[Information douteuse] - Céline Monsarrat dans Heat - Nathalie Juvet dans Daylight - Micky Sébastian dans Entre amis et voisins - Françoise Cadol dans 88 Minutes - Gaëlle Savary dans New York Police Blues (série télévisée) - Blanche Ravalec dans Reign : Le Destin d'une reine (série télévisée) - Marjorie Frantz dans Shining Girls (série télévisée) |